# Roland Kaltenbrunner

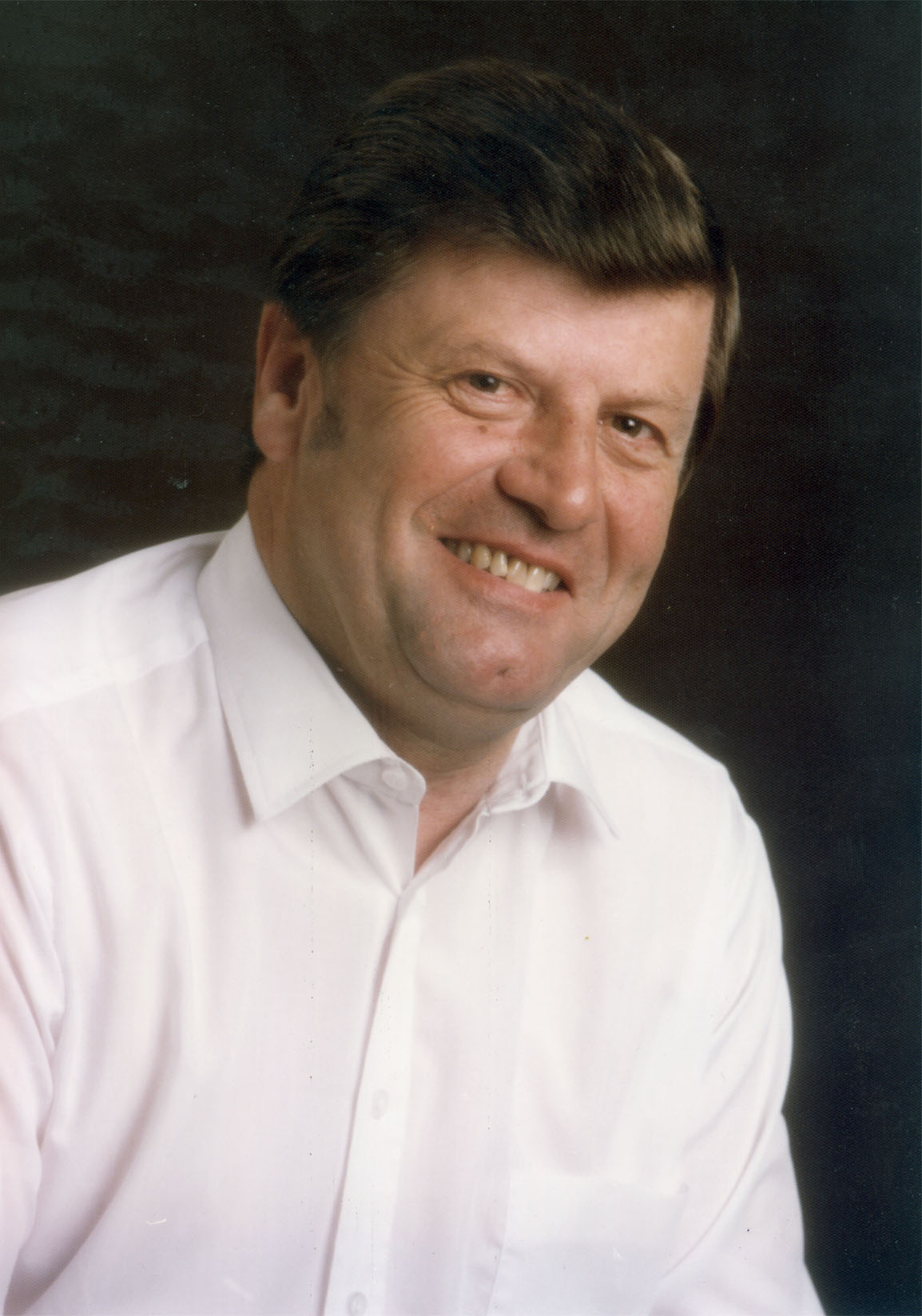
Roland Kaltenbrunner (2011)

Roland Kaltenbrunner (* 26. Juni 1932 in Ampflwang im Hausruckwald, Oberösterreich; † 10. Dezember 2020) war ein österreichischer Gewerkschaftsfunktionär und Politiker (SPÖ).

## Familie
Roland Kaltenbrunner war Sohn des ehemaligen Abgeordneten zum oberösterreichischen Landtag Alois Kaltenbrunner sowie Vater von vier Kindern.

## Beruf
Seit 1946 arbeitete Roland Kaltenbrunner als Sattler in der Wolfsegg-Traunthaler Kohlenwerks AG, wo er ab 1962 als Betriebsrat sowie von 1982 bis zu seiner Pensionierung im Jahr 1992 als Zentralbetriebsratsobmann und in dieser Funktion auch im Aufsichtsrat dieses Unternehmens tätig war. Als langjähriges Vorstandsmitglied der Gewerkschaft Metall-Bergbau-Energie war er auch Mitglied im Zentralvorstand des ÖGB.

## Funktionen
In der Gemeinde Ampflwang im Hausruckwald war Roland Kaltenbrunner seit 1961 Mitglied im Gemeinderat, in den Jahren 1967 bis 1969 Vizebürgermeister unter Bürgermeister Johann Doppler und in den darauf folgenden Jahren 1969 bis 1997 Bürgermeister. Während seiner Laufbahn war Kaltenbrunner auch Vorstandsmitglied der Versicherungsanstalt des österreichischen Bergbaues (VADÖB), Aufsichtsratsmitglied der ÖIAG-Bergbauholding sowie der SAKOG Wohnungsbaugesellschaft (Wogesa). Nach seinem Ausscheiden aus der Politik war Kaltenbrunner Ehrenmitglied im Österreichischen Gemeindebund und Ehrenobmann der Bergmannskapelle Schmitzberg sowie des ASKÖ Ampflwang. Er wurde in
Ampflwang im Hausruckwald bestattet.

## Auszeichnungen
Roland Kaltenbrunner war seit 1997 Träger des Goldenen Verdienstzeichens der Republik Österreich.